# И
И, и – dziesiąta litera alfabetu rosyjskiego i mongolskiego, dziewiąta litera alfabetu bułgarskiego, trzynasta litera alfabetu ukraińskiego. W oryginalnej cyrylicy i w większości języków współczesnych oznacza głoskę [i], w języku ukraińskim – głoskę [ɪ]. Litera И pochodzi od greckiej litery Η, jednak z obróconą pozycją środkowej kreski. Wartość fonetyczna zapożyczenia wynika z uprzednio zmienionej wymowy litery Η w języku greckim jako [i], istniejącej przed rozpoczęciem tworzenia cyrylicy.
W alfabetach białoruskim, kazachskim i ukraińskim głoskę [i] oznacza litera І.

## Kodowanie
| Znak                   | И                         | И                         | и                       | и                       |
| ---------------------- | ------------------------- | ------------------------- | ----------------------- | ----------------------- |
| Nazwa w Unikodzie      | Cyrillic Capital Letter I | Cyrillic Capital Letter I | Cyrillic Small Letter I | Cyrillic Small Letter I |
| Kodowanie              | dziesiątkowo              | szesnastkowo              | dziesiątkowo            | szesnastkowo            |
| Unicode                | 1048                      | U+0418                    | 1080                    | U+0438                  |
| UTF-8                  | 208 152                   | d0 98                     | 208 184                 | d0 b8                   |
| Odwołania znakowe SGML | &#1048;                   | &#x0418;                  | &#1080;                 | &#x0438;                |
| Macintosh Cyrillic     | 136                       | 88                        | 232                     | E8                      |
| ISO 8859-5             | 184                       | B8                        | 216                     | D8                      |
| Windows-1251           | 200                       | C8                        | 232                     | E8                      |
| Code page 866          | 136                       | 88                        | 168                     | A8                      |
| Code page 855          | 184                       | B8                        | 183                     | B7                      |
| KOI8-R i KOI8-U        | 233                       | E9                        | 201                     | C9                      |